# Gourock Trench Cemetery
Le Bunyans Cemetery   est un cimetière militaire de la Première Guerre mondiale, situé sur le territoire de la commune de Tilloy-lès-Mofflaines, dans le département du Pas-de-Calais, à l'est d'Arras.

## Localisation
Ce cimetière est situé en bordure de la Rue Jacquart, à 1,5 km au nord-ouest du centre de la commune. Créé au milieu des champs en 1917, ce cimetière est actuellement au milieu d'une zone industrielle.

## Histoire

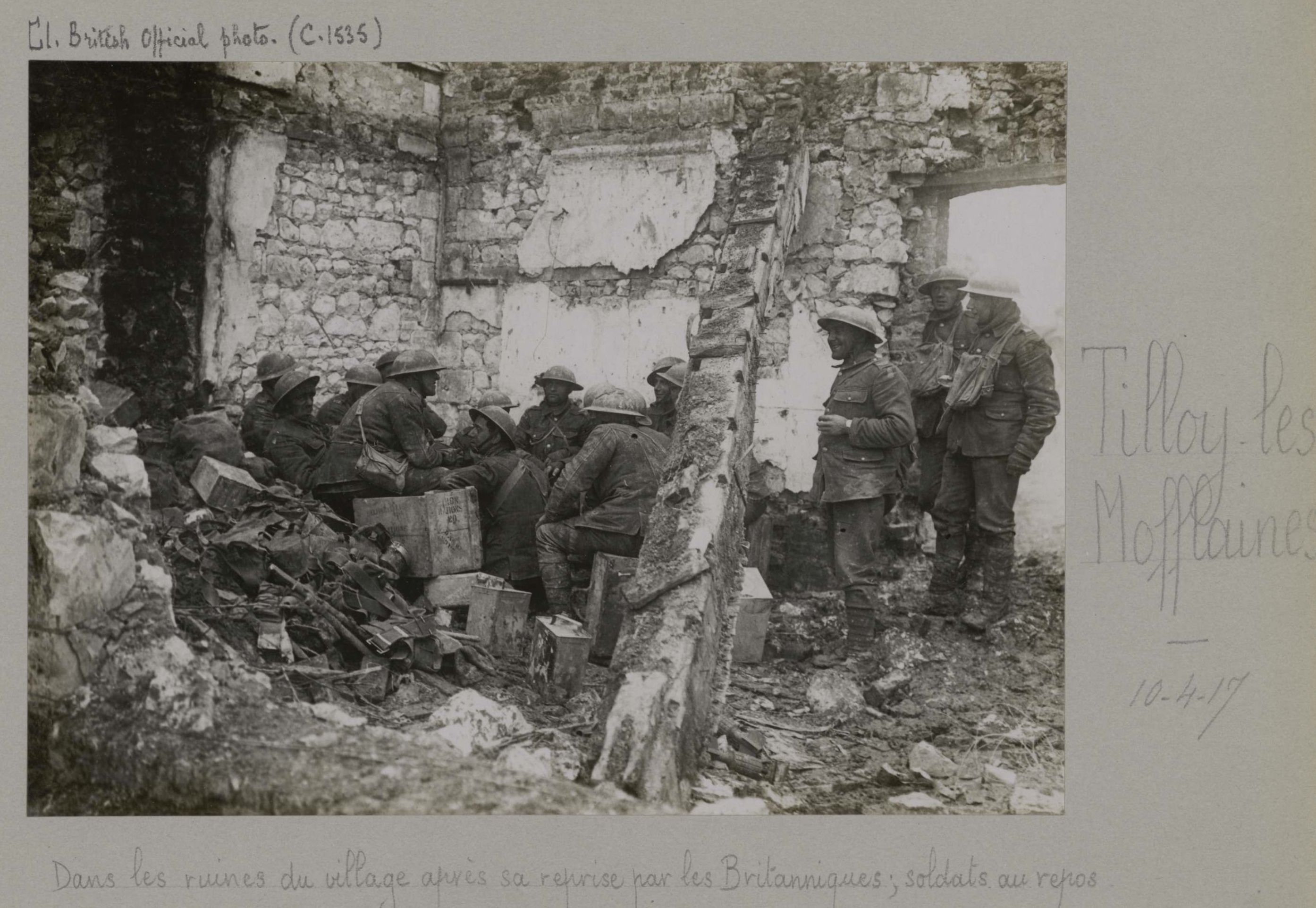
Soldats briatanniques au repos après la prise de Tilloy-lès-Mofflaines le 10 avril 1917.

Tilloy-lès-Mofflaines est occupée par les troupes allemandes dès fin août 1914 et le secteur marquera la fin de la progression allemande devant Arras.
En avril 1917, les alliés lancent la Bataille d'Arras en vue de reconquérir le secteur. Tilloy-Les-Mofflaines est prise par les troupes du Commonwealth le 9 avril 1917 .
Le secteur sera de nouveau perdu fin mars 1918 lors de l'Offensive du printemps de l'armée allemande, puis repris définitivement fin août suivant.
Le cimetière fut commencé d'avril 1917  par la 15 e division écossaise qui lui a donné le nom de Gourock , ville de la côte ouest de l'Ecosse.

Ce cimetière comporte aujourd'hui les tombes de 36 de soldats britanniques et 4 canadiens
,.

## Caractéristiques
Ce  cimetière a un plan rectangulaire de 30 m sur 10. Il est entièrement clos d'un muret de pierre de taille. La croix du Sacrifice est implantée sur un terre-plein surélévé. Il a été conçu par l'architecte britannique William Harrison Cowlishaw.

## Sépultures
| Pays        | Sépultures |
| ----------- | ---------- |
| Royaume-Uni | 36         |
| Canada      | 4          |
| Total       | 40         |

## Galerie

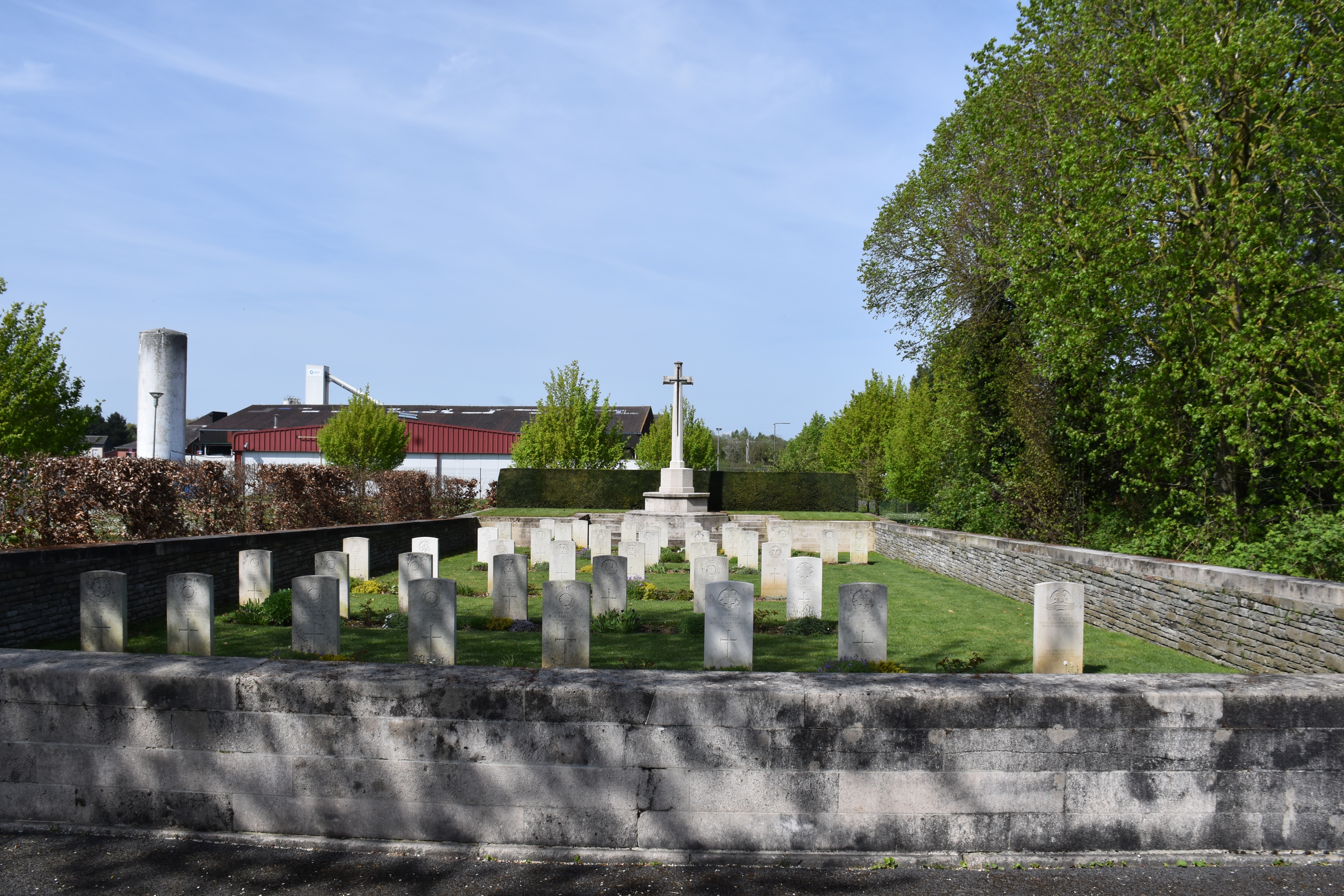
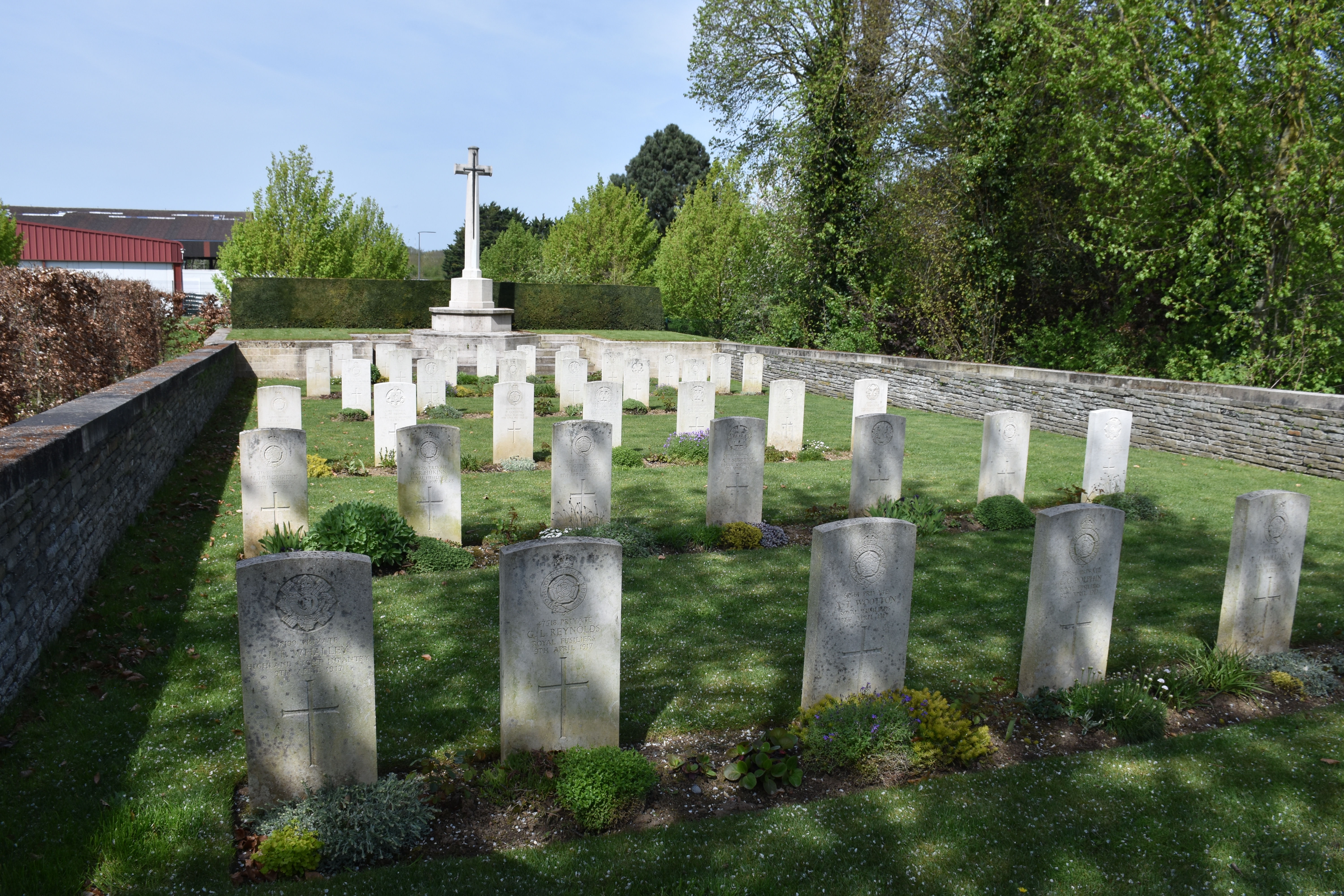
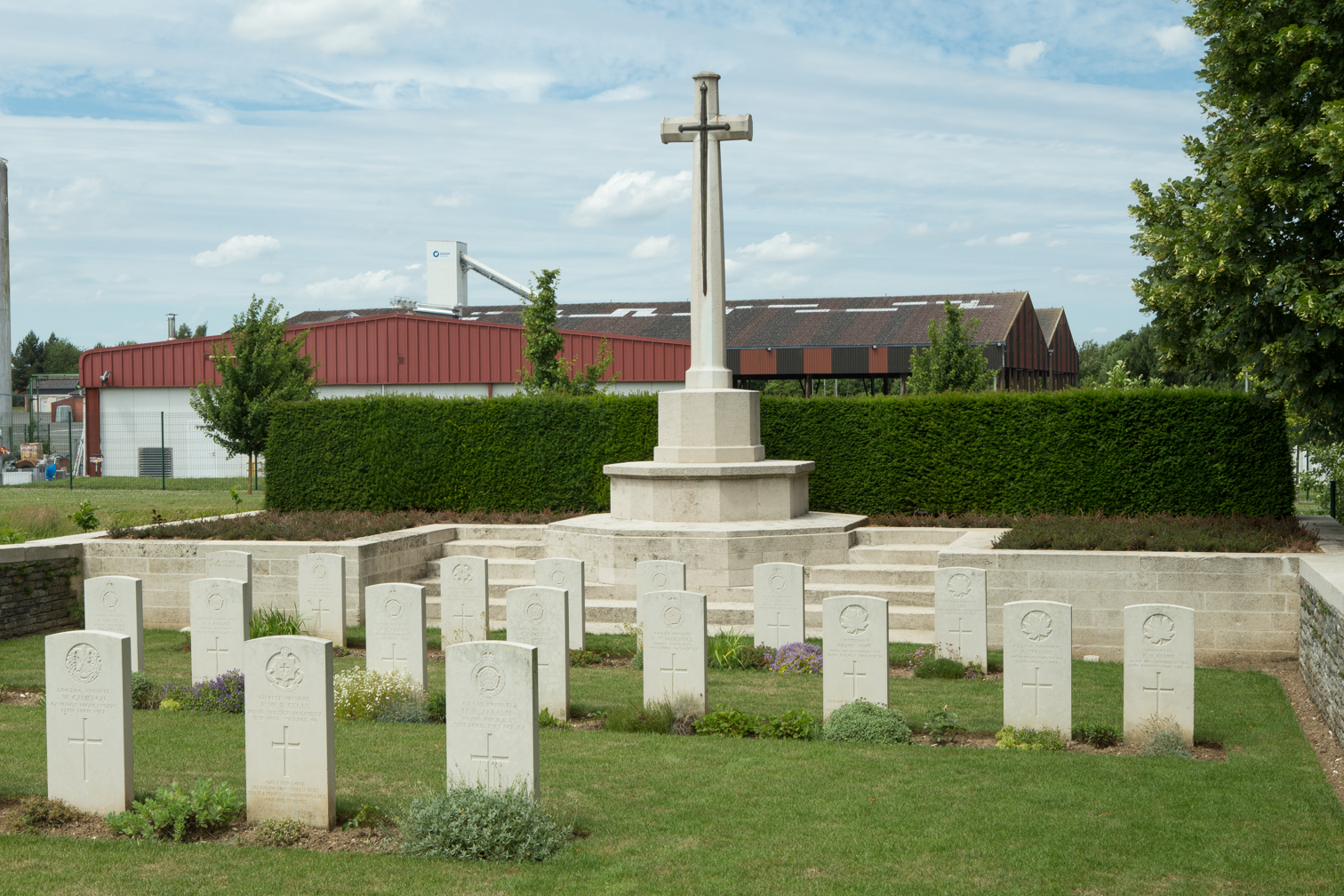
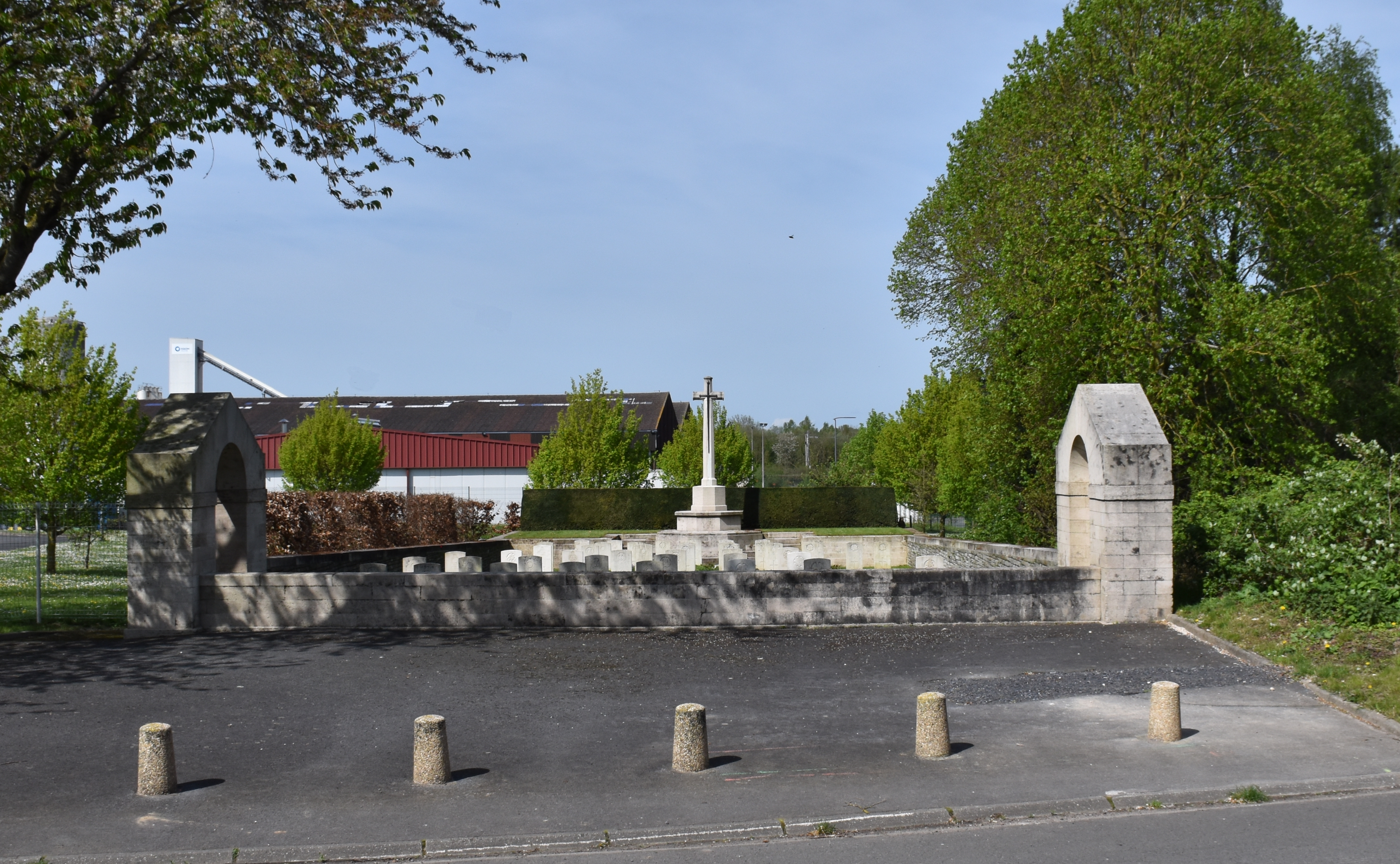
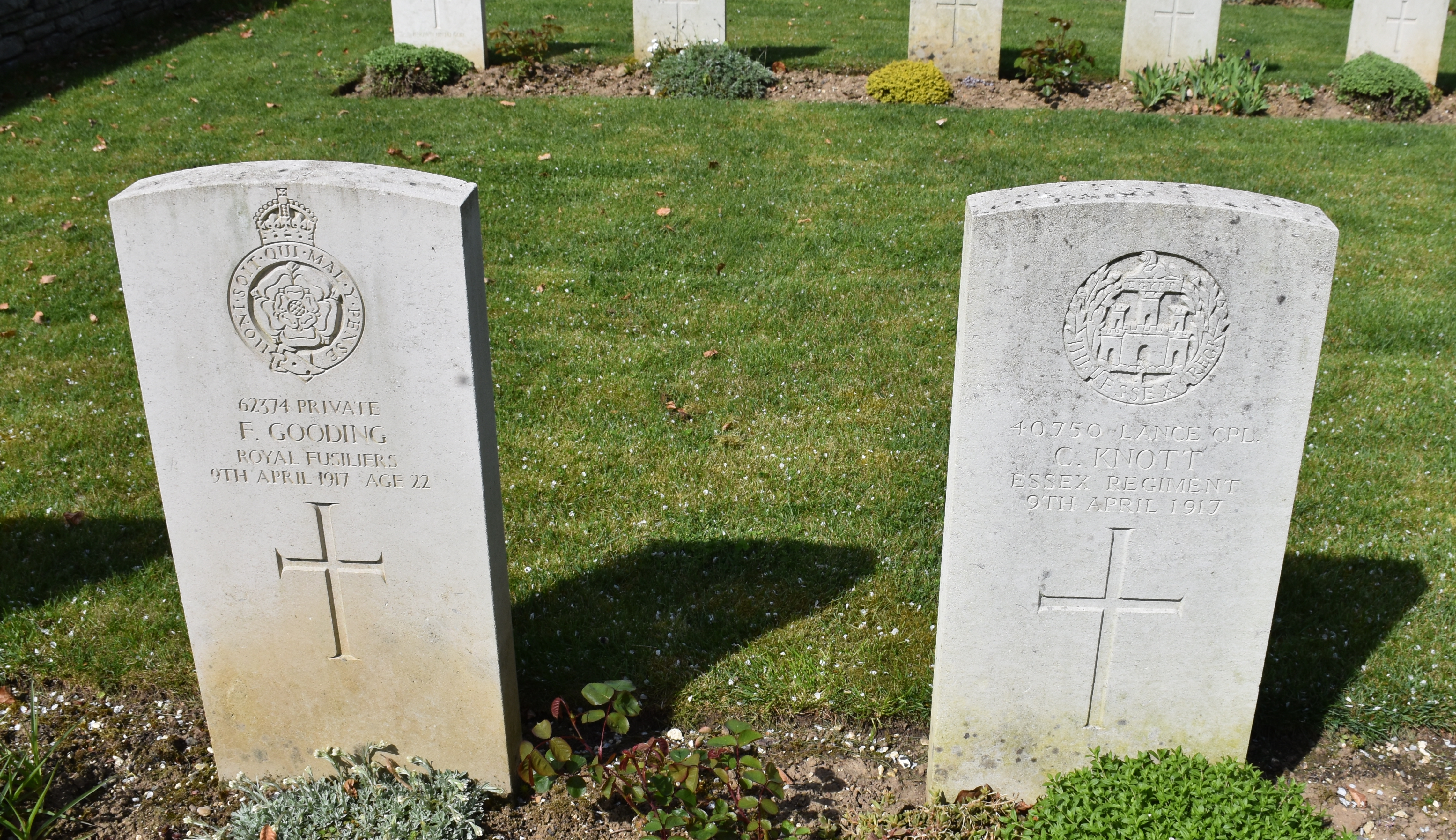
Tombes de soldats britanniques tombés le 9 avril 1917,  premier jour de la Bataille d'Arras.
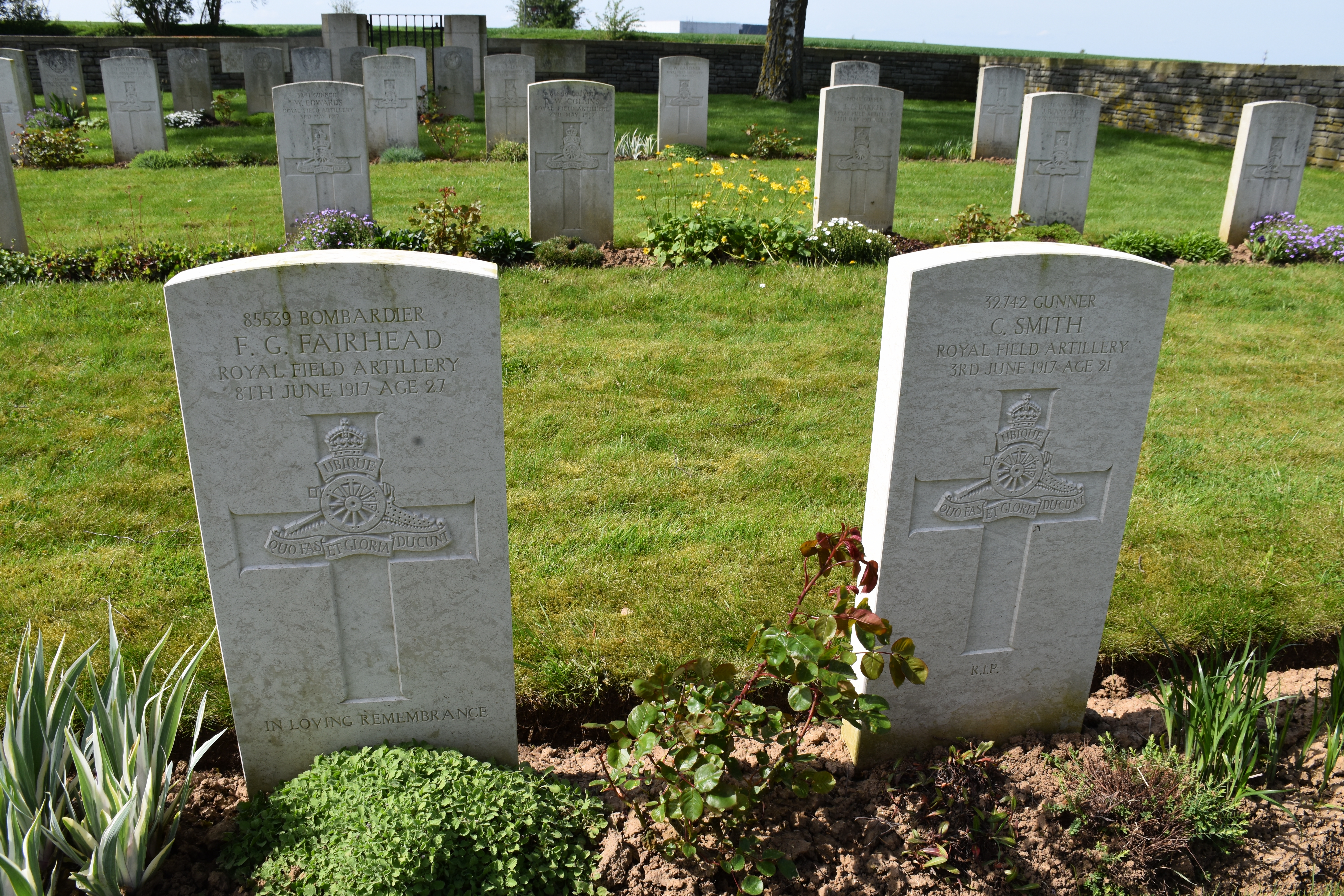

## Pour approfondir